# Rawnowo
Rawnowo (bułg. Равново) – wieś w Bułgarii, w obwodzie Wielkie Tyrnowo, w gminie Złatarica. W 2024 roku liczyła 10 mieszkańców.